# Mayvelis Martínez
Mayvelis A. Martínez Aldúm (12 de junho de 1977) é uma ex-jogadora de voleibol de Cuba que competiu nos Jogos Olímpicos de 2004.
Em 2004, ela fez parte da equipe cubana que conquistou a medalha de bronze no torneio olímpico, no qual atuou em oito partidas.